# Mangold

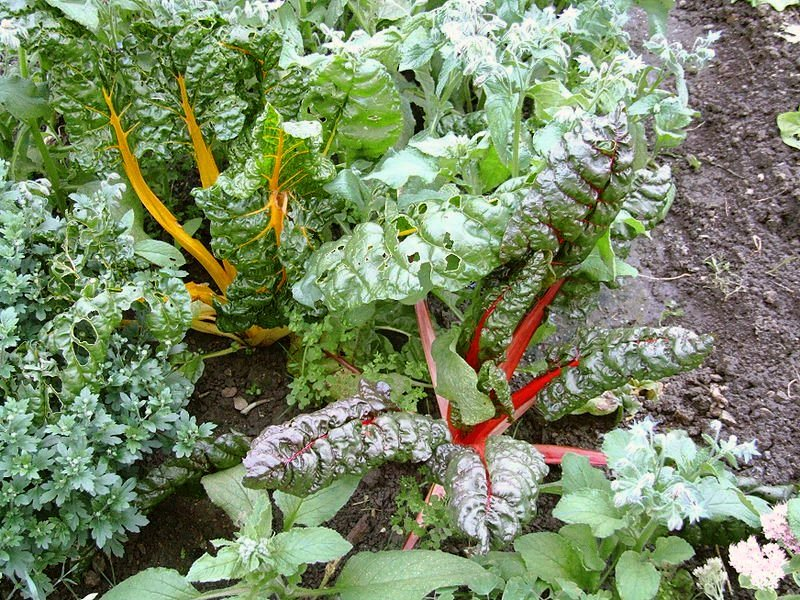
Gelber und roter Mangold

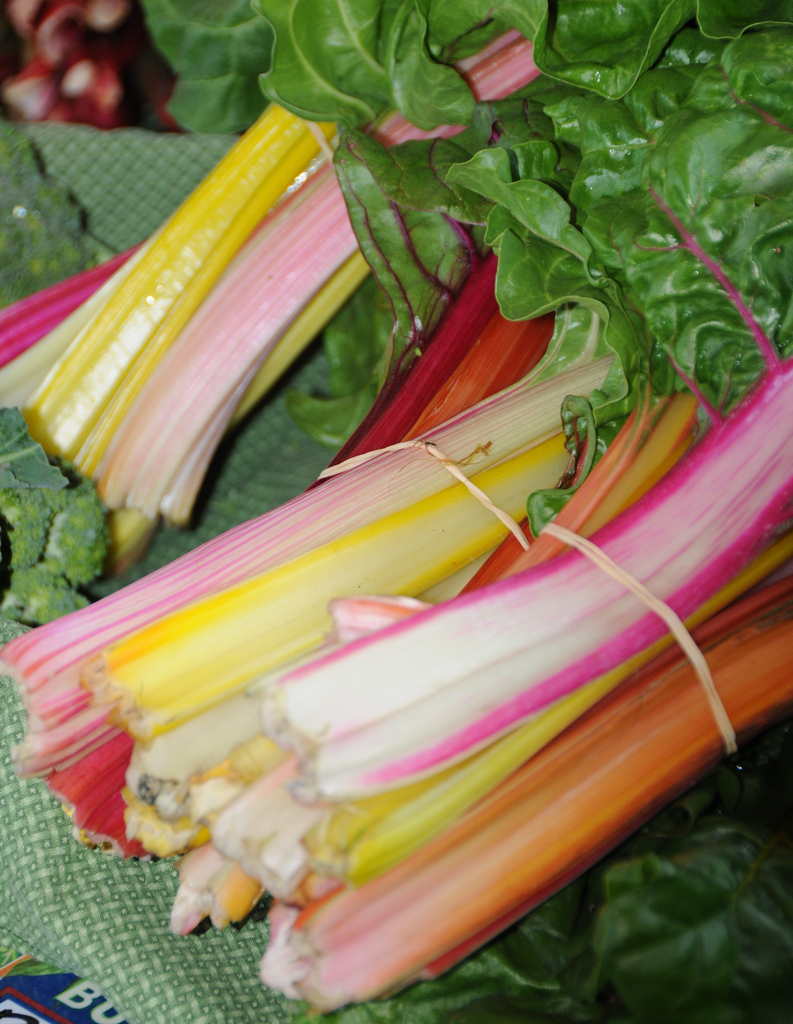
Mangold mit verschiedenfarbigen Stielen

Mangold (Beta vulgaris subsp. vulgaris, Kultivargruppen Cicla-Gruppe und Flavescens-Gruppe), deutschschweizerisch auch Krautstiel genannt, ist eine Gemüsepflanze. Sie ist eine Kulturform der Rübe, verwandt mit der Zuckerrübe, der Futterrübe und der Roten Rübe, und stammt von der an Küstensäumen wachsenden Wilden Rübe oder See-Mangold (Beta vulgaris subsp. maritima) ab. Sie gehört zur Unterfamilie der Betoideae in der Familie der Fuchsschwanzgewächse (Amaranthaceae).
Der Mangold ergibt mit seinen langgestielten, bis 30 Zentimeter langen Blättern ein rein vom Aussehen her dem Spinat ähnliches Gemüse. Es gibt zahlreiche Sorten mit unterschiedlicher Blattfarbe (bleich, gelb, hell- bis dunkelgrün und dunkelrot), die Blätter können runzelig oder glatt sein. Es werden die Blätter und die Stiele verzehrt, nicht jedoch die Wurzeln. Mangold kann auch als Ersatz für Stängelkohl bzw. Rübstiel genommen werden.

## Etymologie
Das heutige Wort „Mangold“ geht auf mittelhochdeutsch mannegolt bzw. mangolt und althochdeutsch mānegolt zurück. Der genaue Ursprung ist unsicher bzw. spekulativ.

## Kulturformen
Es gibt zwei grundsätzliche Kulturformen des Mangolds. Ihre wissenschaftliche Benennung hat sich häufig geändert, so wurden sie als Unterarten, Varietäten oder Formen eingestuft. Inzwischen fasst man alle Kulturformen nur noch in Kultivargruppen innerhalb von Beta vulgaris subsp. vulgaris zusammen.
- Stiel- oder Rippen-Mangold (Beta vulgaris subsp. vulgaris Flavescens-Gruppe, Synonyme Beta vulgaris subsp. flavescens, Beta vulgaris subsp. cicla var. flavescens, Beta vulgaris subsp. vulgaris var. flavescens), vor allem in der Schweiz auch Krautstiel genannt, zeichnet sich durch stark hervortretende Mittelrippen der Blätter aus. Diese werden samt den langen Stielen (daher der Name Stielmangold) als spargelartiges Gemüse gegessen. Die Rippen können weiß oder auch rötlich sein. Letztere haben stärker aromatischen Geschmack. Die verächtliche Bezeichnung „Spargel des armen Mannes“ tritt zunehmend in den Hintergrund, da Mangold entsprechend zubereitet ein beliebtes Sommer- und Herbstgemüse ergibt. Im zeitigen Frühjahr versorgen die frisch treibenden Blätter mit erstem Grün-Gemüse.

- Schnitt- oder Blatt-Mangold, Beißkohl oder Römischer Kohl (Beta vulgaris subsp. vulgaris Cicla-Gruppe, Synonyme Beta vulgaris subsp. cicla, Beta vulgaris subsp. cicla var. cicla, Beta vulgaris subsp. vulgaris var. cicla) treibt nach Schnitt wieder neue Blätter aus, die wieder geerntet werden können. Er ist winterhart, treibt im Frühling wieder aus und kann sofort geerntet werden. Einige Formen mit gelben oder roten Blattstielen werden auch als Zierpflanzen verwendet. (Der „Römische Kohl“ – im Mittelalter etwa romschkole und römscher kole genannt – wurde gemäß Beßler lateinisch auch als Bleta bezeichnet – im Gegensatz zu Bleta alba, dem Weißkohl.[5])

## Inhaltsstoffe

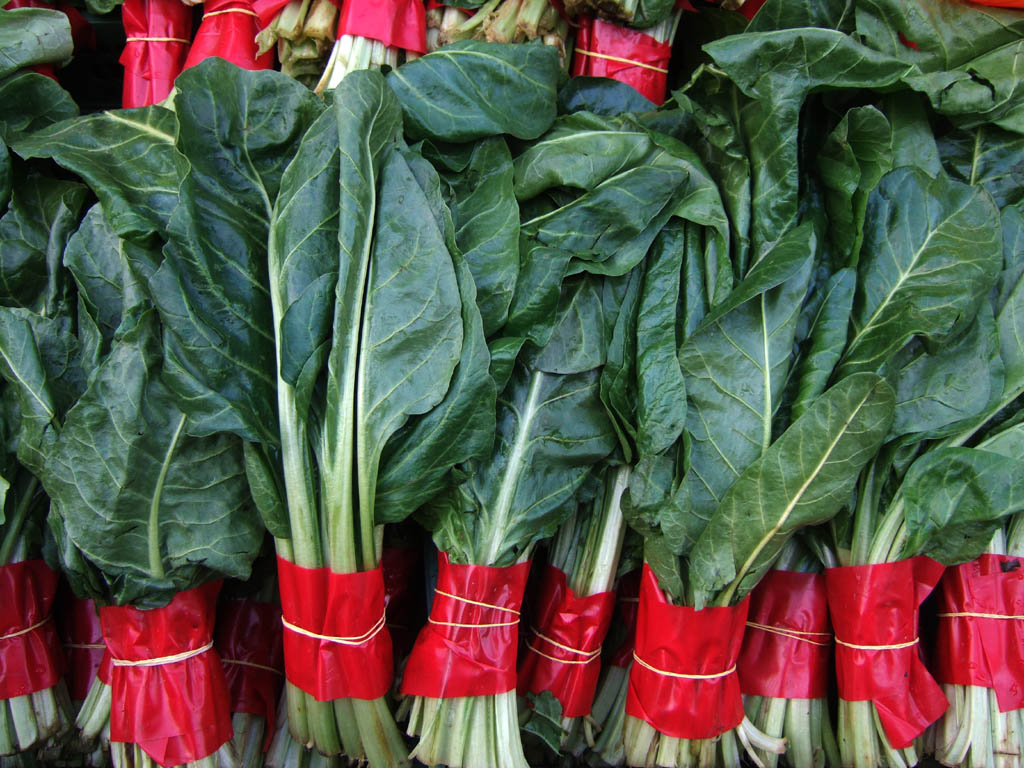
Mangold

Die Pflanze enthält außerordentlich viel Vitamin K, außerdem Vitamin A und Vitamin E, sowie Natrium, Magnesium, Kalium und Eisen.
Die Mangoldwurzel enthält viel Zucker, der in früheren Zeiten durch Auskochen gewonnen wurde. Später löste die Zuckergewinnung aus der nahe verwandten Zuckerrübe dieses Verfahren ab.
Die Mangoldblätter zählen zu den Lebensmitteln mit sehr hohem Oxalsäuregehalt, was von Nierenkranken (Oxalatsteine) zu beachten ist. Die unterschiedlichen Färbungen der Stiele kommen durch unterschiedliche Mischungen von Betalainen zustande.
Der Nährwert von Mangold beträgt 79,5 kJ (19 kcal) je 100 Gramm. Er setzt sich zusammen aus rund 3,74 g Kohlenhydrate (davon 1,6 g Ballaststoffe und 1,1 g Zucker), 0,2 g Fett und 1,8 g Eiweiß.

## Anbau

### Anbau und Ernte
Die Aussaat des Mangolds erfolgt in mitteleuropäischen Gärten von Ende März bis April sowie für herbstlichen Schnittbedarf von Juli bis Mitte August. Im Frühjahr ausgesäter Mangold wird nach einer Wachstumszeit von 80 bis 90 Tagen ab Juli erntereif. Die Pflanze kann aber auch zweijährig gezogen werden, da sie erst nach einer Vernalisation in der zweiten Vegetationsperiode blüht.

### Nachbarn in der Mischkultur
Pflanzen vertragen sich mit unterschiedlichen Nachbarn, die direkt angrenzend wachsen, unterschiedlich gut. Ein wichtiger Faktor für dieses Phänomen ist die Allelopathie. Für Mangold sind:
- gute Nachbarn: Buschbohne, Hülsenfrüchte allgemein, Kohl, Möhren, Radieschen, Rettich
- schlechte Nachbarn: Spinat.

## Galerie

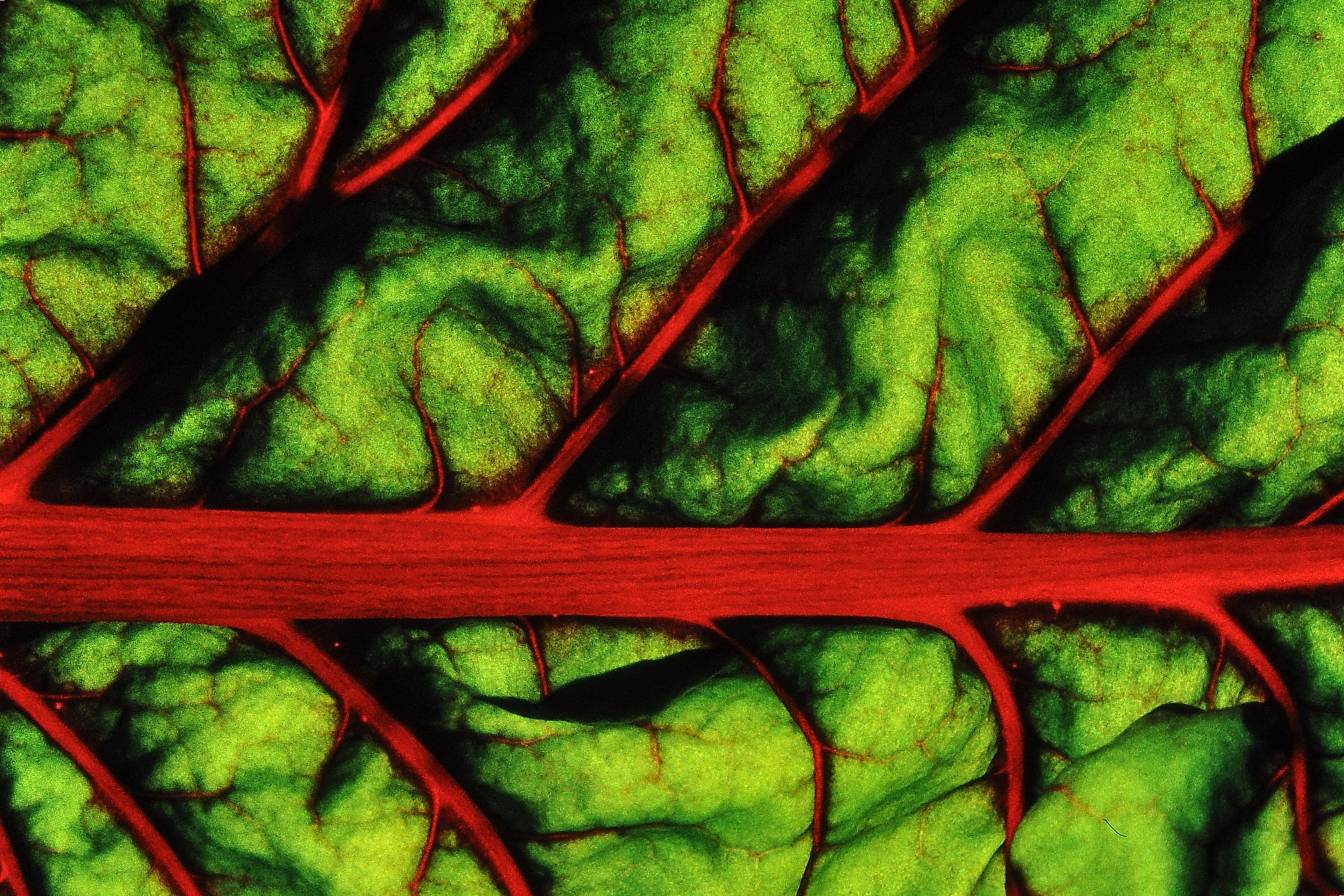
Mangold mit rotem Stiel
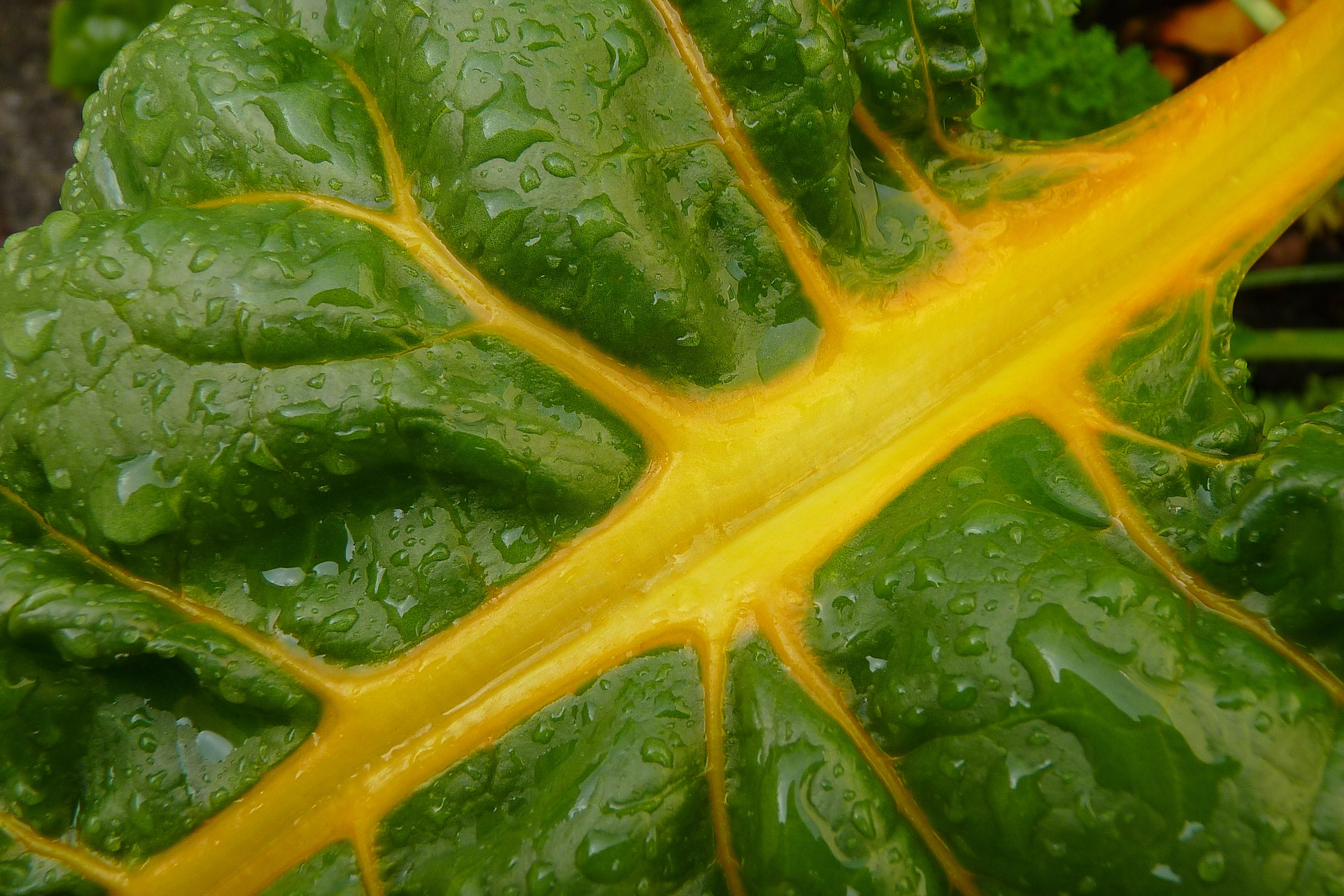
Mangold mit gelbem Stiel
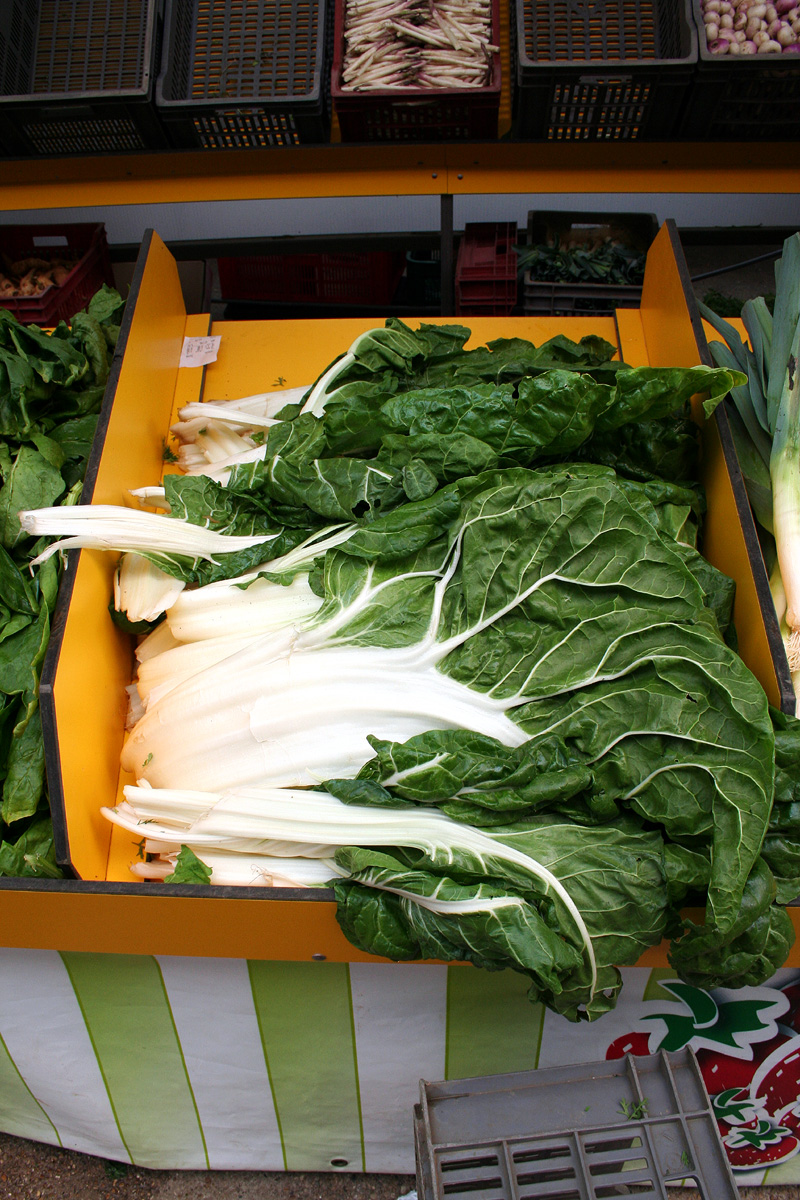
Mangold mit weißem Stiel
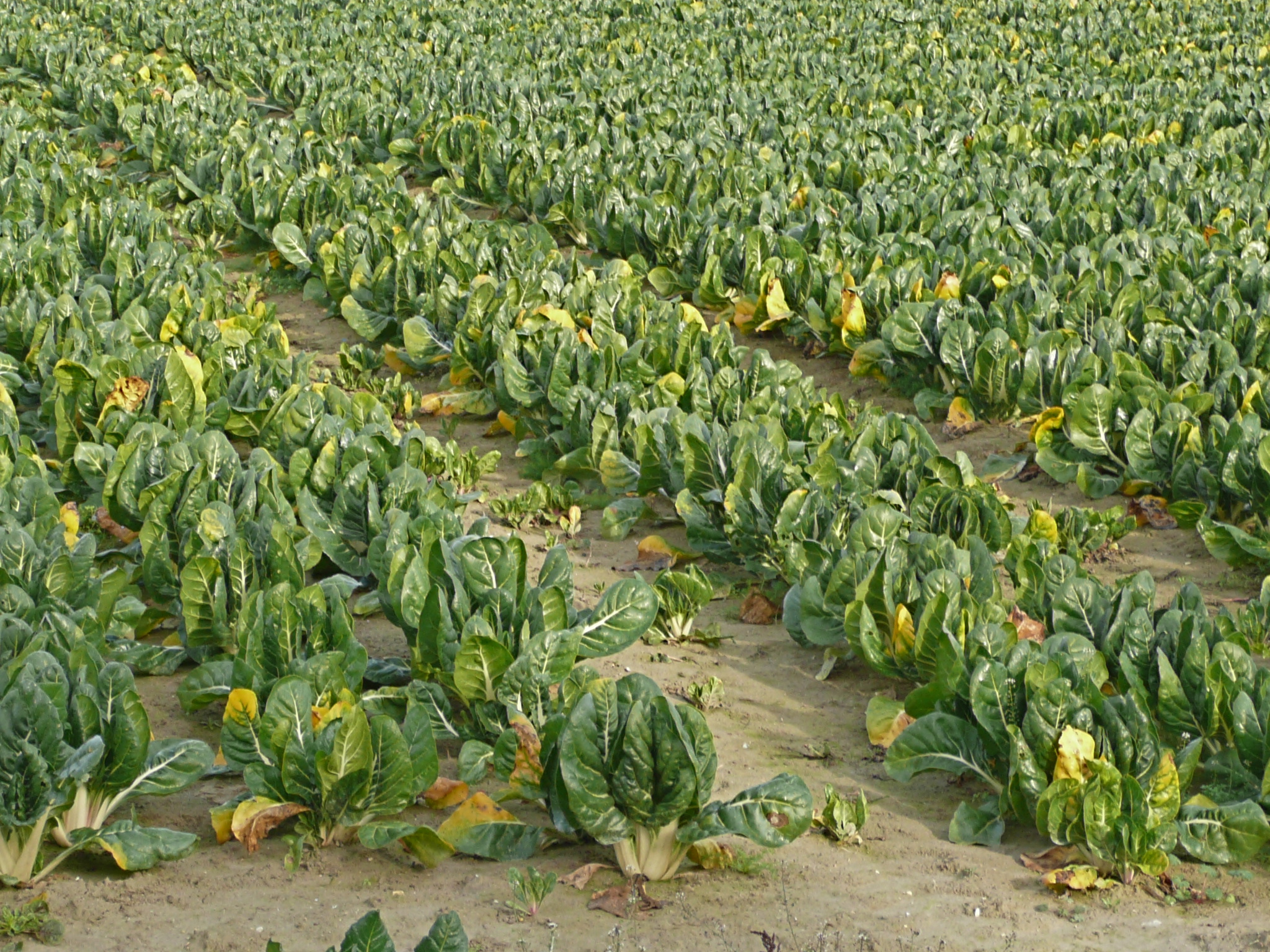
Mangoldfeld in Italien